# 边际主义
边际主义在经济学中指由边际效用和边际成本发展而来的经济学理论。边际效用理论是在1870年左右，由英格兰的威廉姆·斯坦利·杰文斯、奥地利的卡尔·门格尔和瑞士的利昂·瓦尔拉斯各自独立发展起来的，他们最终使边际主义广泛流传，但是赫尔曼·海因里希·戈森早就指出了交换价值和边际效用之间的关系。经济学思想的这次变革被称作新古典主义革命或边际革命。
边际主义的指出了在决策中最重要是边际，即最后一单位的消费品或是产品。例如，有一辆车可以方便出行，假如它要维修或作为备用车，第二辆车也相当有用，但不如第一辆车有用，第三辆车就更加不如前面的两辆车了。给定汽车的价格，没有人会相信会有人去购买三辆车，因为第三辆车的收益可能低于其价格。

## 价值理论

### 钻石与水悖论
钻石与水悖论指的是这样的事实：水对人的生命很重要，可是水的价格相对来说就很低。钻石对于人的生存是在没有什么意义，可是价格却很高。著名的经济学家亚当·斯密在他的划时代的著作《国富论》里提到了这个悖论。

### 生产成本
亚当·斯密和大卫·李嘉图都建立了生产成本的理论。斯密认为产品的经济价值取决于投入的人工，所以他对钻石昂贵的解释是，生产钻石需要很多劳动力去发现和开采（参看：劳动价值说）。在均衡状态下，价格反映了每单位产品的成本，而且各个部门的收益率一致。一些经济学家至今坚信这个结论，特别是古典经济学家。
边际主义的起源来自于李嘉图的地租理论，他认为土地的价格取决于生产力最低的耕地--边际土地的价格，所以当其他条件不变时，对于农作物的需求增加，则土地价格也会上升，因为农民会开辟低生产力的土地。

### 主观价值
勞恩男爵安·羅伯特·雅克·杜爾哥成功地解决了钻石和水悖论。他注意到价值是主观的--是位于个人心目中的东西，也就是说，事物没有固有价值，价值来自于人们的需求：“不同事物的估价随着人们的需求而变化。”水的数量很多，人们更看重钻石；当有人在沙漠中进退不得时，水的价值就超过钻石了。
承认主观价值理论的几个经济学家（包括现代主流经济学家）认为这个解释反驳了固有价值理论，例如作为马克思主义基石的劳动价值论。行为经济学理论明确地对个人评价产品和成果的主观过程进行研究和建模。
奥地利学派的卡尔·门格尔和欧根·冯·伯姆-巴韦尔克将主观价值理论发展为边际主义理论。

### 边际效用
边际效用或者边际收益，指的是消费者从一单位新增商品或服务中得到的效用（满意度或收益）。这个概念是从19世纪的经济学家们解决价格的基本经济意义发展而来。奥地利学派的弗里德里希·冯·维塞尔定义了这个术语。
奥地利经济学家欧根·冯·伯姆-巴韦尔克对于边际价值理论给了一个很精彩的描述，经常被经济学教科书所引用，简单地翻译为：
假如一个农民开拓者拥有五大袋的谷物，不能卖掉，也买不来更多。他有五个可能的用途：做主食长力气、喂养鸡改善伙食、酿造威士忌、和喂养鹦鹉娱乐。如果他现在丢了一袋谷物，他会让鹦鹉少吃点，而不会减少其他用途的量，因为让鹦鹉少吃相比其他的用途带来的效用小，换句话说，这就是边际。正是基于边际，人们做出经济决策，而不是其他的什么美妙东西。
边际效用递减指每一新增的货物的边际效用要低于前一个的。例如每一块新增面包的效用给拥有很少面包的人来说很大，当他拥有的面包很多时，效用就小了。
边际效用递减是经济学中的基本假设，但并不总是要这么假设，这取决于无差异曲线的凸度。

## 边际主义与经济学思想

### 新古典经济学
新古典经济学从无差异曲线推出需求曲线，其中一个假设就是边际效用递减。尽管产品要素的稀缺性被认为相当重要，但是更为关键的是个体的需求和他们从得到商品的边际收益。

### 奥地利学派
奥地利学派完全接受了边际主义，同价值的要素投入理论完全决裂。他们把边际效用理论作为出发点，例如，劳动力的供给反映了闲暇的主观边际效用（还有劳动的边际效用）。
奥地利学派建立了边际效用定律，而那时的心理学家对韦伯-费希纳定律很感兴趣，该定律是说，刺激是等比级数时，感觉的强度才能达到等差级数。比如，在一个安静的氛围中，人类可以注意到噪音的一个很小的变化，而当噪音非常大的时候，比较大的变化才能使人有所察觉。
冯·维塞尔的开创性著作《自然价值》出版于1889年。1890年，美国心理学家威廉姆斯·詹姆斯写出了他的《心理学原理》，应用了韦伯·费希纳定律，而该定律从维塞尔的思想中受到不少启发。詹姆斯把该定律看作是神经机器的一个简单概括。
“如果由神经元引发的感觉（比如重量，视觉，声觉等）需要的刺激要不断加大的话，我们的感觉相比刺激的增加会逐渐地不敏感，”他写道，“后来的刺激要不断加大，而引发的感觉却不断减少。”
不论神经学原理，边际效用递减导致人们不会希望某一种东西有很多，而是希望两者都有适量的。完美替代的情况下，这个结论就不适合，因为两种商品完全一样，而在完全补充的情况下最为适用。

### 马克思主义
卡尔·马克思逝世后，边际效用价值论成为普遍的经济价值解释理论，新古典经济学取代了政治经济学的地位。
而马克思的理论的基础是已经略显陈旧的劳动价值说，将效用和使用价值区别开来。
一些经济学家深受马克思思想的影响，比如奥斯卡·兰格，弗拉基米尔·布鲁斯和米歇尔·卡莱茨基，他们试图将传统的政治经济学的洞见和新古典经济学结合起来。这么做的一个重要原因是，马克思主義缺乏成熟的价格理论，而新古典派缺乏对社会活动的社会框架理论。
與此相反, 一些馬克思主義者認為邊際主義是資產階級的思想工具，他們認為邊際主義者把主觀性置於客觀性之上是可笑的唯心主義式行為，忽略了生產稀有品時所需要的勞動力等要素，儘管如此, 不過他們仍然承認馬克思認為供給和需求會對價格產生影響，這些都是邊際論的元素之一，但這些馬克思主義者認為供給和需求的波動不是影響價值的最主要的因素，勞動才是最主要的因素，所以他們仍然堅持勞動價值論。相比之下, 一些馬克思主義者則放棄了勞動價值論而試圖留下其核心信息。
马克思主义者批评资本主义的“商品崇拜”和“竞争引发的幻想”，说资本家占有工人阶级并剥削他们。在马克思的理论中，个人的经济视角和决策起了一定的作用，但是理解整个资本主义社会关系的全貌是更有必要的（《资本论》第一卷），这样才能去理解个人的觉悟和行为（《资本论》第三卷）。一些马克思主义者认为边际主义和马克思主义没有冲突：可以在理解了资本家剥削劳工的大背景下，使用供给和需求的边际主义理论。